# Fosse Joseph Périer
La fosse Périer, Joseph Périer ou André-Jean-Joseph Périer, voire Joseph Perrier, de la Compagnie des mines d'Anzin est un ancien charbonnage du bassin minier du Nord-Pas-de-Calais, situé à Denain. Commencée en 1841 à quelques centaines de mètres des fosses Villars et Jean Bart, la fosse Joseph n'est mise en extraction qu'en 1859. Elle a pour particularité d'être située au milieu de deux petites cités de corons : le Grand Périer à l'est et le Petit Périer à l'ouest. La fosse est définitivement arrêtée à l'extraction en 1918.
Les corons sont détruits en 1996, ils étaient dans un état de délabrement très avancé. De nouvelles habitations ont été bâties. Au début du XXIe siècle, Charbonnages de France matérialise la tête du puits Joseph Périer. Un petit espace vert est établi autour du puits.

## La fosse

### Fonçage
La Compagnie des mines d'Anzin commence à Denain le fonçage du puits de la fosse Périer en 1841, quinze ans après le puits d'extraction de la fosse Villars, sise à 830 mètres à l'ouest-sud-ouest, première fosse établie sur Denain. Elle est aussi établi à 525 mètres au nord-est de la fosse Jean Bart, commencée quant à elle dix ans plus tôt. 

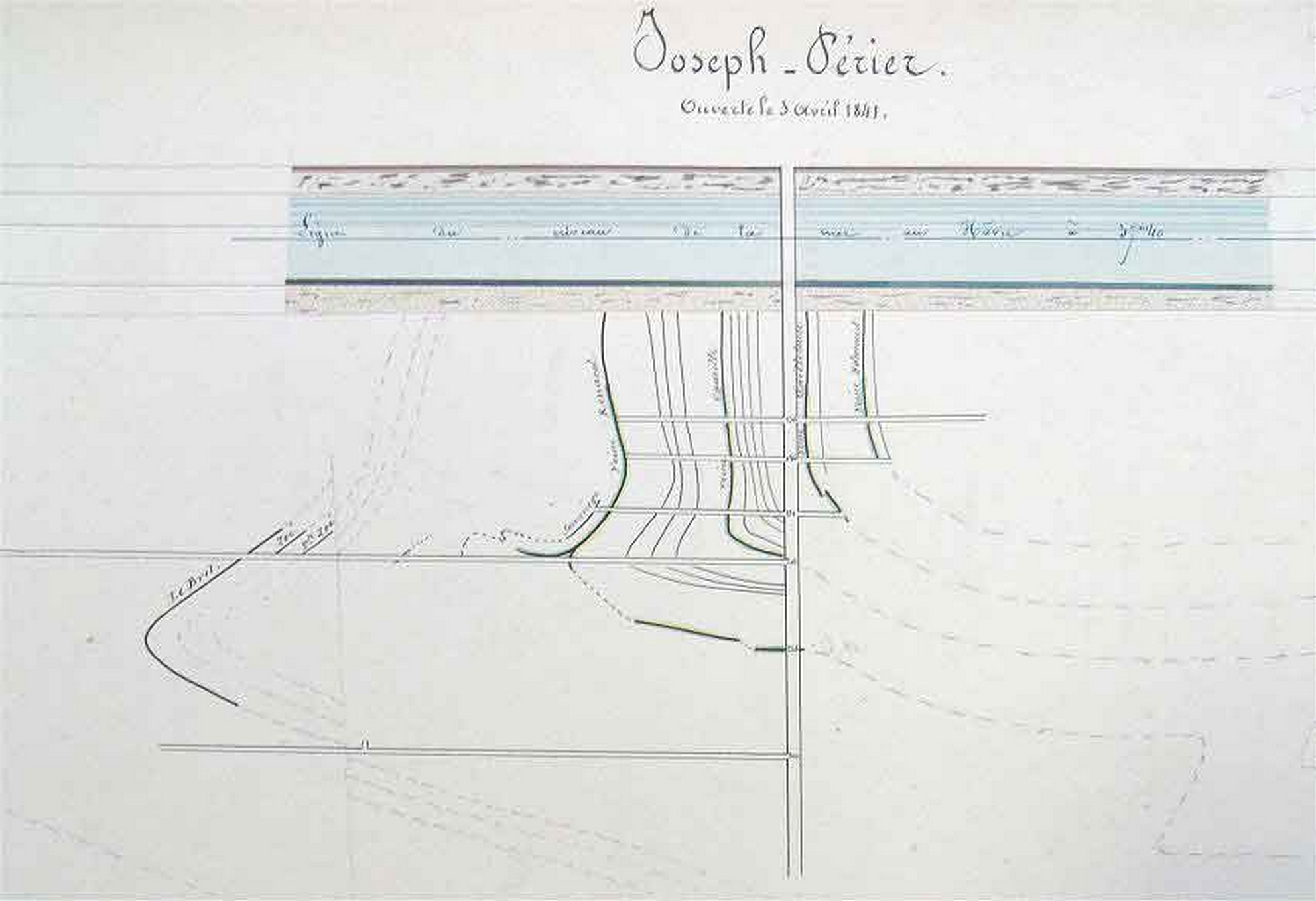
Coupe schématique du puits.

La fosse est nommée en l'honneur de Joseph Périer. L'orifice du puits est situé à l'altitude de 38 mètres. Le terrain houiller est atteint à la profondeur de 64 mètres.

### Exploitation
La fosse Périer commence à extraire en 1859, soit dix-huit ans après le début de son fonçage, mais aussi l'année durant laquelle la fosse Jean Bart est arrêtée à l'extraction. Sur une carte datée de janvier 1883 représentant les concessions de la Compagnie des mines d'Anzin, le puits de la fosse Joseph Périer est présenté comme un puits d'aérage et d'épuisement.
L'extraction cesse définitivement en 1918, date à laquelle le puits est abandonné. La fosse, qui dispose d'installations modestes, a donné un faible tonnage. Les installations de surface ont longtemps été conservées.

### Reconversion
Au début du XXIe siècle, Charbonnages de France matérialise la tête du puits Joseph Périer. Le BRGM y effectue des inspections chaque année.

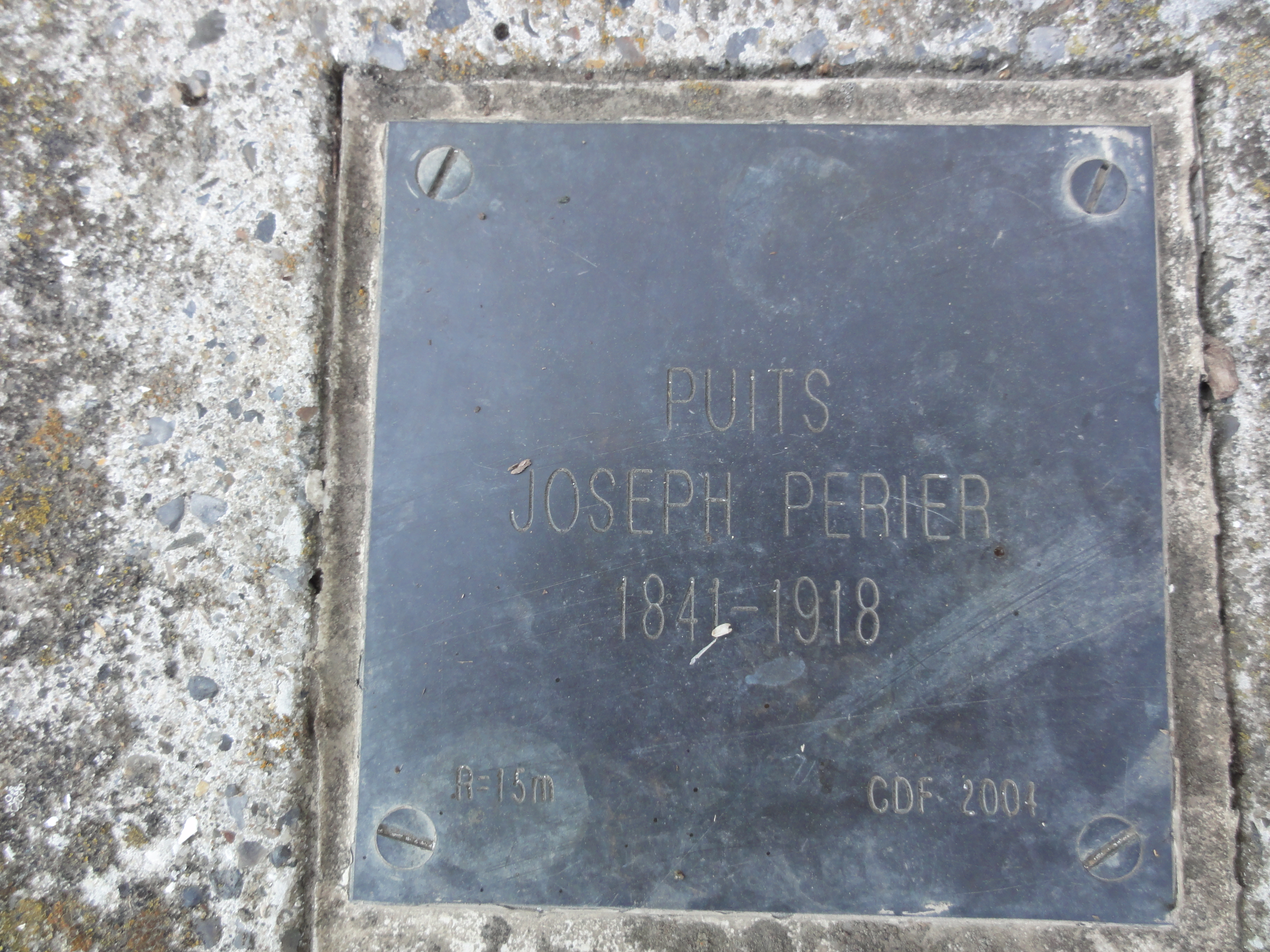
« Puits Joseph Périer, 1841-1918 ».
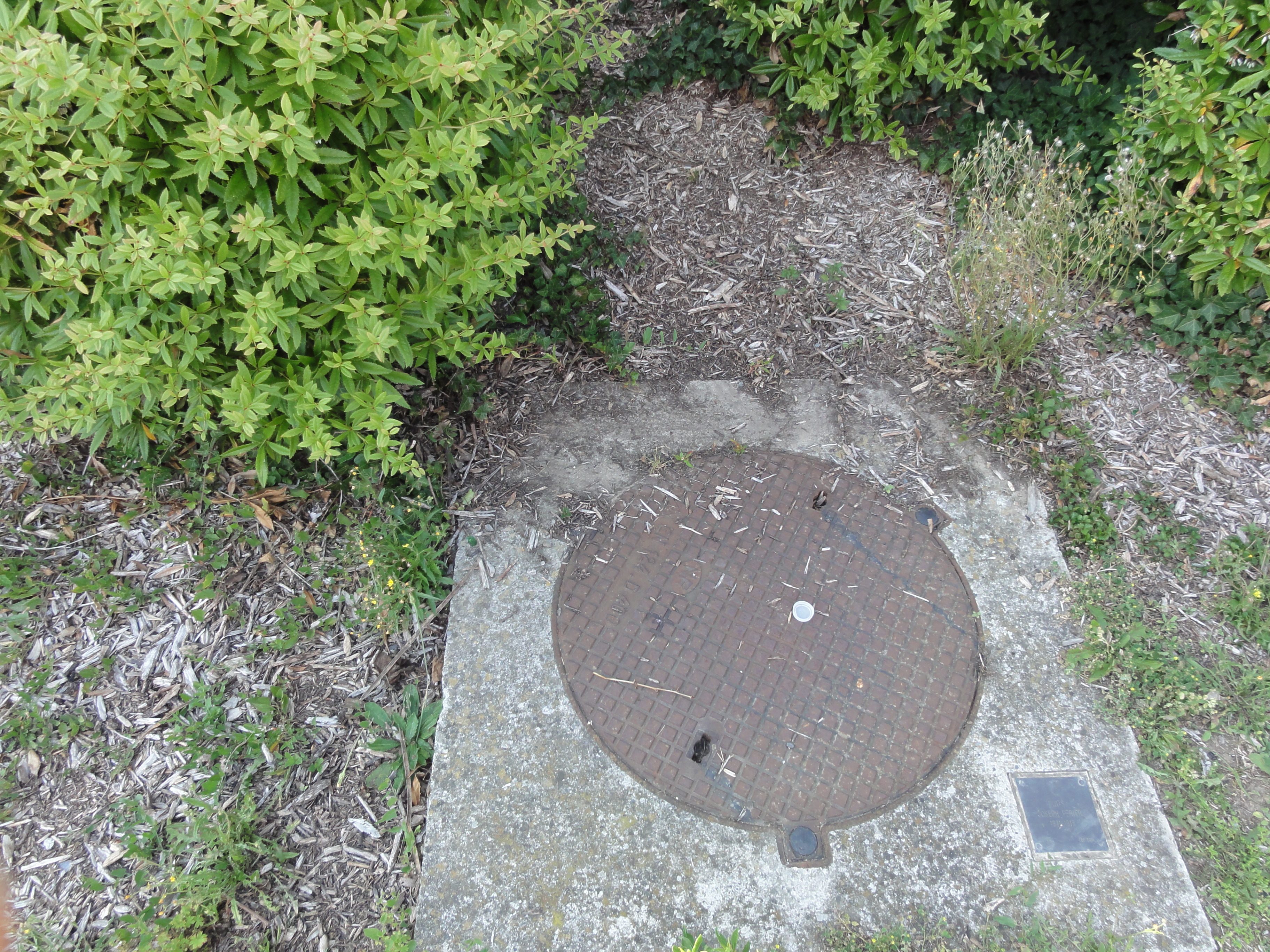
La tête de puits matérialisée.
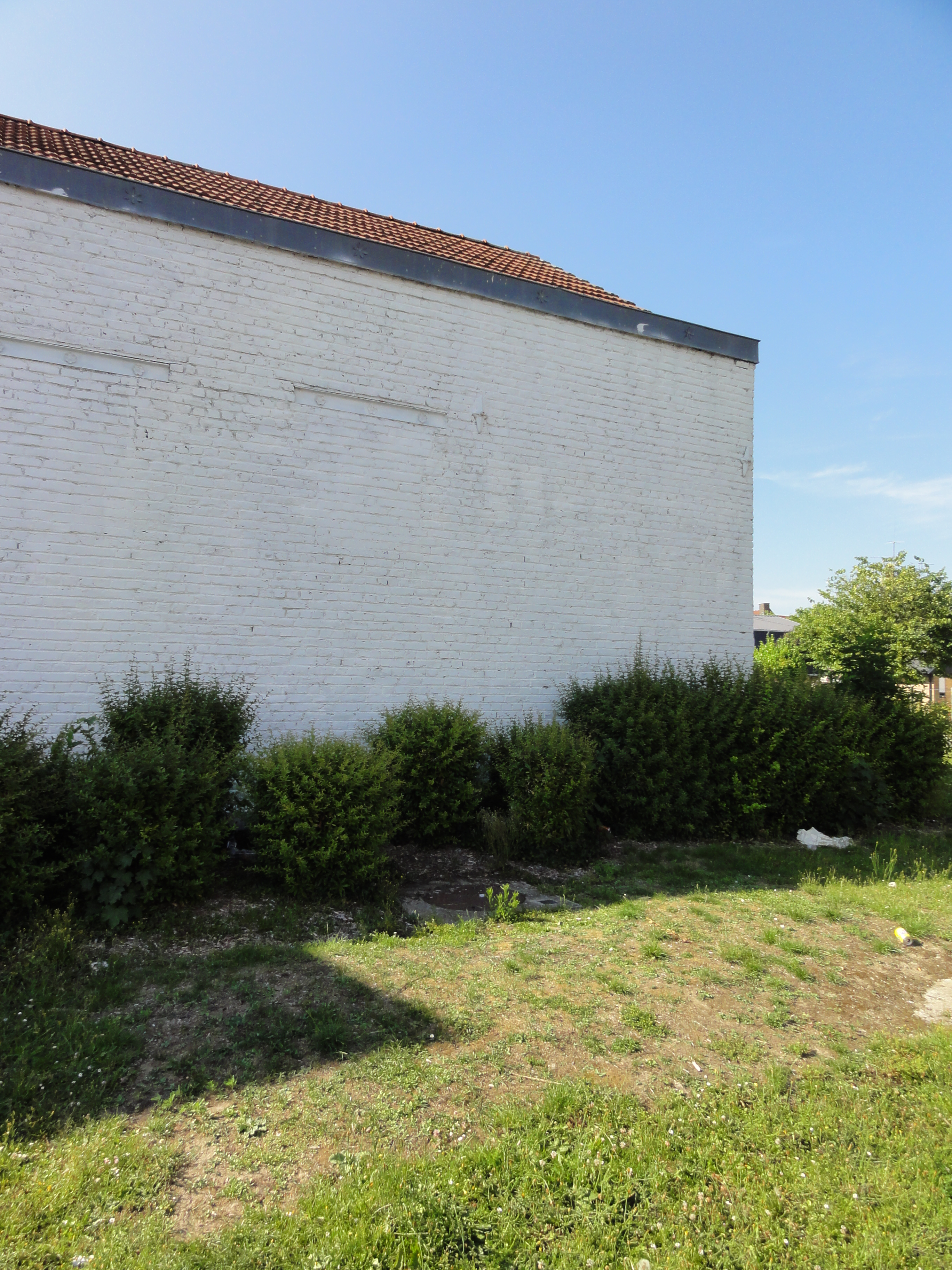
Le puits dans son environnement.
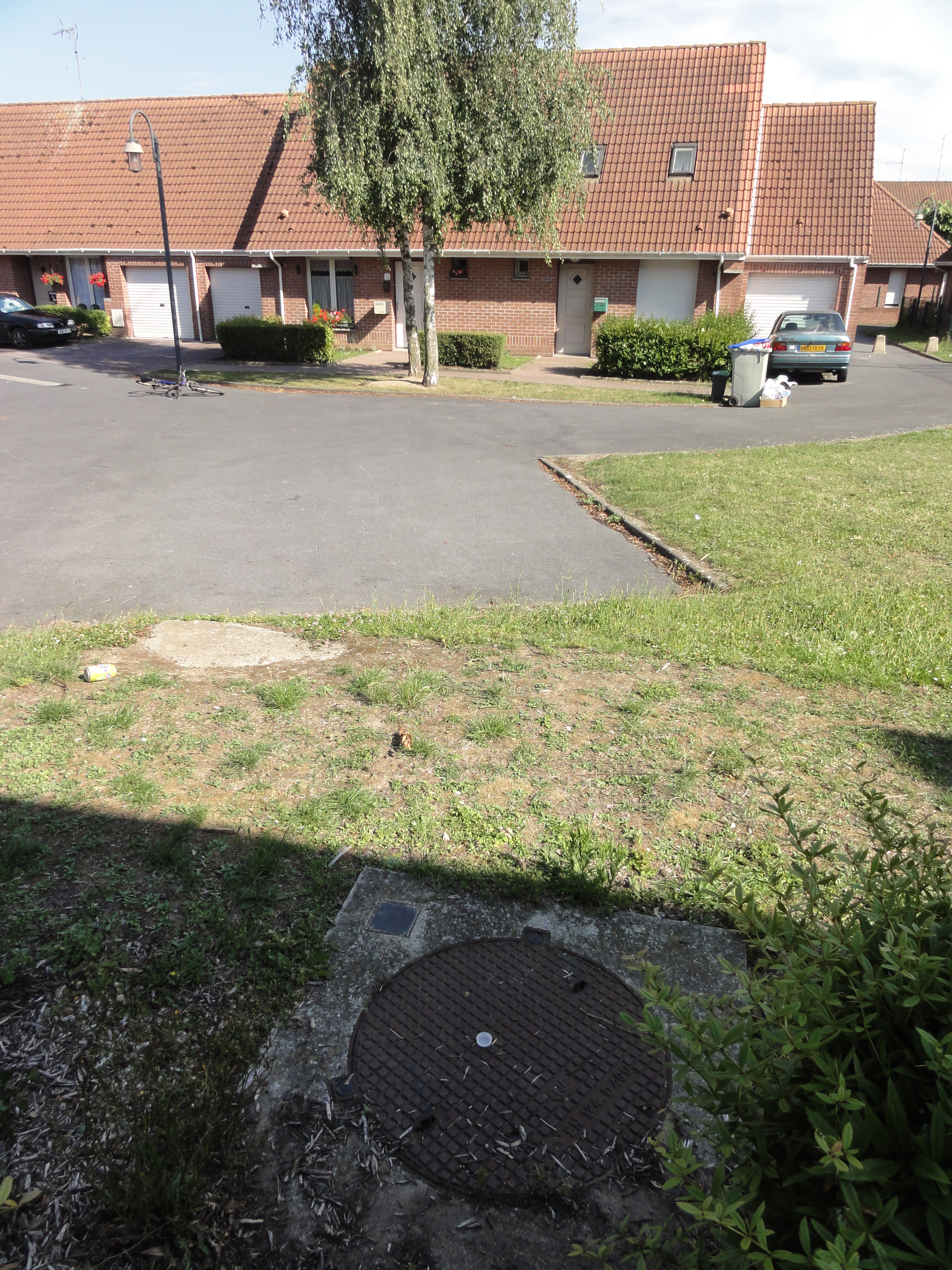
Le puits dans son environnement.
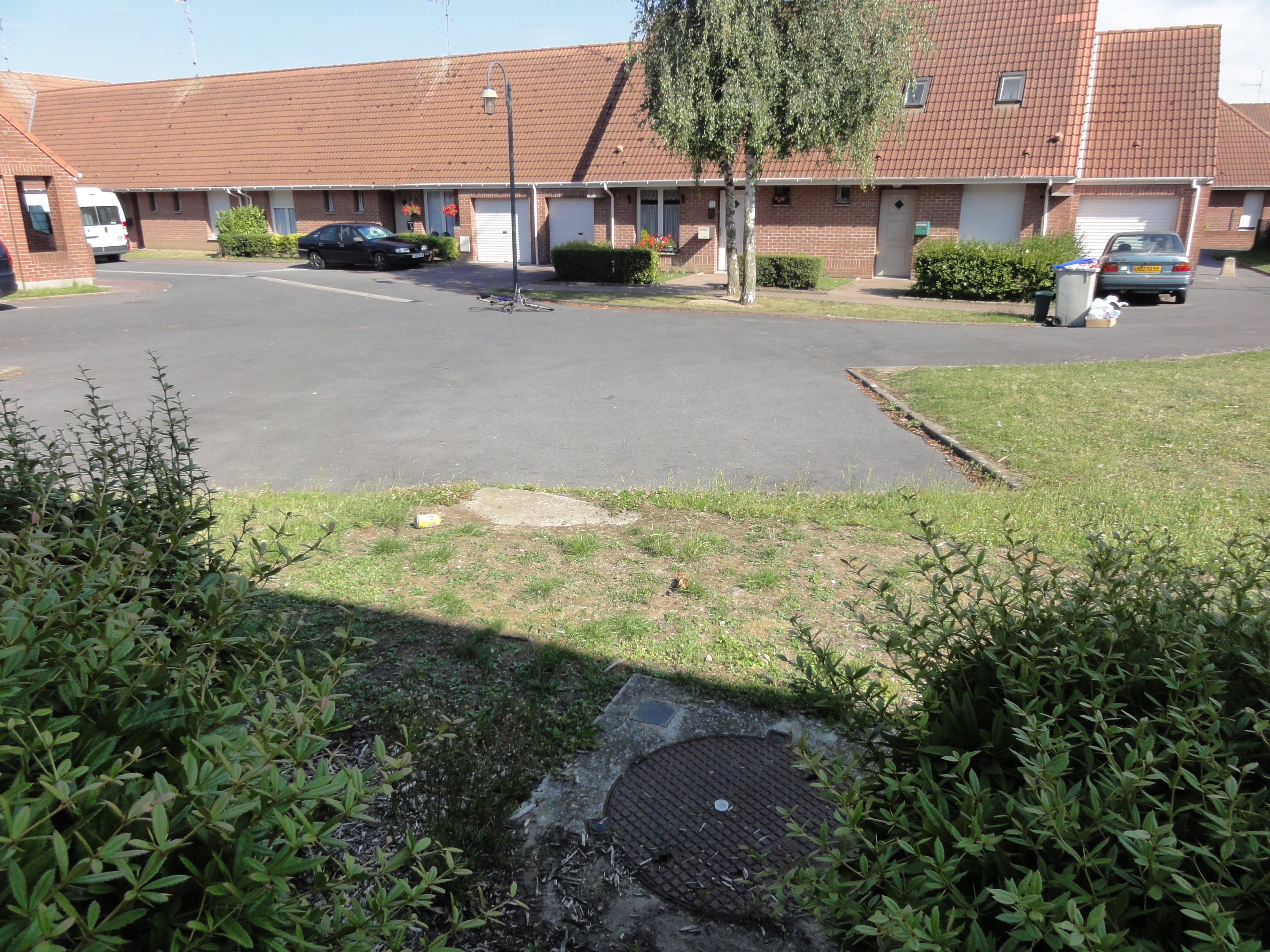
Le puits dans son environnement.

## Les cités
La fosse Périer a pour originalité d'être située au centre de deux petites cités de corons. De ce fait, les mineurs avaient leur lieu de travail « au pas de leur porte ».
Les habitations du coron du Grand Périer sont bâties dos à dos, chaque maison ne possède qu'une seule pièce, et le jardin, situé de l'autre côté de la rue, est commun à deux familles. Dans le coron du Petit Périer, les logements ont deux pièces en haut et deux pièces en bas. Le Grand Périer est constitué de trois corons, alors que le Petit Périer n'en compte que deux. Quelques habitations indépendantes des corons existent entre le Grand et le Petit Périer. Les cités ont une emprise au sol de 11 000 mètres carrés. Le Petit Périer est constitué de vingt-trois logements de type F4 et de 114 mètres carrés habitables, contigües les uns des autres et bâtis en 1835. Ils sont constitués d'un rez-de-chaussée et de combles, il s'agit d'habitations de type Villars. Le Grand Périer est constitué de trente-huit logements continus et semi-continus édifiés en 1847, identiques aux précédents, mais de 77 mètres carrés de surface. Trois fours à pain étaient commun à ces corons, ainsi qu'une pompe commune.
En 1931, le Grand Périer, aussi nommé Quartier Périer, compte quarante-trois maisons et loge cent habitants. Le Petit Périer, ou Second Périer, compte dix-neuf maisons et loge 55 habitants. Les maisons sont abandonnées avec le départ des derniers mineurs, si bien qu'en 1996, lorsqu'elles sont détruites, elles sont dans un état de délabrement très avancé. De nouvelles habitations ont été construites.